# Soldier (Iowa)
Soldier és una població dels Estats Units a l'estat d'Iowa. Segons el cens del 2000 tenia 207 habitants.

## Demografia
Segons el cens del 2000, Soldier tenia 207 habitants, 103 habitatges, i 59 famílies. La densitat de població era de 266,4 habitants/km².
Dels 103 habitatges en un 16,5% hi vivien nens de menys de 18 anys, en un 48,5% hi vivien parelles casades, en un 5,8% dones solteres, i en un 42,7% no eren unitats familiars. En el 37,9% dels habitatges hi vivien persones soles el 22,3% de les quals corresponia a persones de 65 anys o més que vivien soles. El nombre mitjà de persones vivint en cada habitatge era de 2,01 i el nombre mitjà de persones que vivien en cada família era de 2,49.
Per edats la població es repartia de la següent manera: un 17,9% tenia menys de 18 anys, un 4,8% entre 18 i 24, un 20,8% entre 25 i 44, un 26,6% de 45 a 60 i un 30% 65 anys o més.
L'edat mediana era de 49 anys. Per cada 100 dones de 18 o més anys hi havia 86,8 homes.
La renda mediana per habitatge era de 22.344 $ i la renda mediana per família de 37.841 $. Els homes tenien una renda mediana de 24.479 $ mentre que les dones 14.375 $. La renda per capita de la població era de 14.877 $. Entorn del 7% de les famílies i el 16,8% de la població estaven per davall del llindar de pobresa.

## Poblacions més properes
El següent diagrama mostra les poblacions més properes.